# Ginan (Gifu)
Ginan (岐南町 Ginan-chō?) es un pueblo localizado en la prefectura de Gifu, Japón. En octubre de 2019 tenía una población estimada de 25.568 habitantes y una densidad de población de 3.232 personas por km². Su área total es de 7,91 km².

## Geografía

### Localidades circundantes
- Prefectura de Gifu
  - Gifu
  - Kakamigahara
  - Kasamatsu

## Demografía
Según los datos del censo japonés, esta es la población de Ginan en los últimos años.
| 1995   | 2000   | 2005   | 2010   | 2015   |
| ------ | ------ | ------ | ------ | ------ |
| 21.251 | 22.137 | 22.776 | 23.804 | 24.622 |